# Salim Barakat
Pour les articles homonymes, voir Barakat.
Œuvres principales
- Le Criquet de fer
- Sonne du cor !
- Les Seigneurs de la nuit
- Diwân

Salim Barakat (né en 1951 à Al-Qâmichlî) est un écrivain et poète syrien d'origine kurde qui réside actuellement en Suède.

## Biographie
Salim Barakat naît en 1951 à Al-Qâmichlî, dans le nord de la Syrie, dans une famille kurde. En 1970 il part étudier la littérature arabe à Damas. L'année suivante, il part au Liban et s'installe à Beyrouth, où il participe pendant un temps à la résistance palestinienne. Il devient également secrétaire de rédaction d'Al-Karmel, une revue littéraire importante du monde arabe. En 1982, il s'installe à Chypre. Il part ensuite en Suède, où il réside toujours actuellement. Salim Barakat a publié de nombreux romans, certains autobiographiques, ainsi que plusieurs recueils de poèmes.
Les romans de Salim Barakat peuvent se rattacher au réalisme magique et à la littérature de l'absurde (Les Grottes de Haydrahodahus relève même de la fantasy mythique). Les éléments de merveilleux y sont souvent utilisés au service d'une réflexion sur la société et la politique. Ses poèmes se caractérisent par l'emploi de mots obscurs et des associations de termes inattendues.

## Œuvres principales

### Romans
- Le criquet de fer, Actes Sud, 1993 ((ar) الجندب الحديدي (Al-jundub al-ẖadīdī), 1980), roman à caractère autobiographique, trad. François Zabbal, 92 p.

- Sonne du cor !, Actes Sud, 1995 ((ar) هاته عاليًا، هات النّفير على آخره (Hātihī `āliyan, hāti-nafīr `alā 'ākhirihi), 1982), roman à caractère autobiographique, trad. François ZabbalCe roman fait suite à  الجندب الحديدي (Le criquet de fer)

- Les Seigneurs de la nuit, Actes Sud, 1999 ((ar) فقهاء الظلام (Fuqahā' az-zalām), Bisan Press, 1985), roman, trad. François Zabbal

- (ar) أرواح هندسية (Arwāẖ handasiyyat), 1987, roman

- Les Plumes, Actes Sud, 2012 ((ar) الريش (Ar-rīsh), 1990), roman, trad. Emmanuel Varlet

- (ar) معسكرات الأبد (Mu`askarāt il-'abad), 1993, roman, 271 p.

- (ar) الفلكيون في ثلثاء الموت: عبور البشروش (Al-falakiyyūn fī thulathā' il-mawt: `ubūr ul-basharūsh), المؤسسة العربية للدراسات والنشر, 1994, roman, 252 p.
- (ar) الفلكيون في ثلثاء الموت: الكون (Al-falakiyyūn fī thulathā' il-mawt: al-kawn), دار النهار, 1996, roman, 228 p.  (ISBN 2-84289-158-9)
- (ar) الفلكيون في ثلثاء الموت: كبد ميلاؤس (Al-falakiyyūn fī thulathā' il-mawt: kabad mīlaws), دار النهار, 1997, roman, 240 p.  (ISBN 2842890442)Ces trois derniers romans forment une trilogie

- (ar) أنقاض الأزل الثاني ('Anqāḍ ul-'azal ith-thānī), دار النهار, 1999, roman, 218 p.

- (ar) الأختام والسديم (Al-'akhtām wa s-sadīm), المؤسسة العربية للدراسات والنشر, 2001, roman, 147 p.  (ISBN 9789953369365)

- (ar) دلشاد (Dilshād), المؤسسة العربية للدراسات والنشر, 2003, roman, 198 p.

- Les Grottes de Haydrahodahus, Actes Sud, 2008 ((ar) كهوف هايدراهوداهوس (Kuhūf Haydrahōdāhūs), المؤسسة العربية للدراسات والنشر, 2004), roman, trad. Bayan Salman, 112 p.  (ISBN 978-2-7427-7368-8)

- (ar) ثادريميس (Thādrīmīs), المؤسسة العربية للدراسات والنشر, 2005, roman, 88 p.

- (ar) موتى مبتدئون (Mawtā mubtadi'ūn), المؤسسة العربية للدراسات والنشر, 2006, roman, 123 p.

- (ar) السلالم الرملية (As-salālim ar-ramliyyat), المؤسسة العربية للدراسات والنشر, 2007, roman, 122 p.

- (ar) هياج الإوز (Hayāj ul-'iwaz), المؤسسة العربية للدراسات والنشر, 2010, roman, 324 p.  (ISBN 9789953363523)

- (ar) حوافر مهشمة في هايدراهوداهوس (ẖawāfir muhashshimat fī Haydrahōdāhūs), المؤسسة العربية للدراسات والنشر, 2010, roman, 356 p.  (ISBN 9789953361222)Ce roman est la suite de كهوف هايدراهوداهوس (Les Grottes de Haydrahodahus)

- (ar) السماء شاغرة فوق أورشليم (As-samā' shāghirat fawq Urshalīm), المؤسسة العربية للدراسات والنشر, 2011, roman, 396 p.  (ISBN 9786144190395)

- (ar) السماء شاغرة فوق أورشليم (As-samā' shāghirat fawq Urshalīm), المؤسسة العربية للدراسات والنشر, 2012, roman, 434 p.  (ISBN 9786144191293)Roman publié en deux tomes

- (ar) حورية الماء وبناتها (ẖūriyyat il-mā' wa banātuhā), المؤسسة العربية للدراسات والنشر, 2013, roman, 368 p.  (ISBN 9786144193020)

- (ar) سجناء جبل أيايانو الشرقي (Sujanā' jabal Ayāyānu sh-sharqī), المؤسسة العربية للدراسات والنشر, 2014, roman, 430 p.  (ISBN 9786144194782)

- (ar) أقاليم الجن ('Aqālīm ul-jinn), المؤسسة العربية للدراسات والنشر, 2016, roman, 504 p.  (ISBN 9786144196212)

- (ar) سبايا سنجار (Sabāyā sinjār), المؤسسة العربية للدراسات والنشر, 2016, roman, 445 p.  (ISBN 9786144196946)

- (ar) زئير الظلال في حدائق زنوبيا (Za'īr ul-ẓilāl fī ẖadā'iqi zannūbiyā), المؤسسة العربية للدراسات والنشر, 2017, roman, 580 p.  (ISBN 9786144198186)

- (ar) سيرة الوجود و موجز تاريخ القيامة (Sīrat al-wujūd wa-mūjaz tārīkh al-qiyāmah), المؤسسة العربية للدراسات والنشر, 2018, roman, 584 p.  (ISBN 9786144199138)

- (ar) ماذا عن السيدة اليهودية راحيل ؟؟  (Mā dhā `an is-sayyidat il-yahūdiyyat rāẖīl ??), المؤسسة العربية للدراسات والنشر, 2019, roman, 566 p.

- (ar) موسوعة الكمال بلا تحريف - نشوء المعادن (Mawsū`at al-kamāl bilā taẖrīf - nushū' al-ma`ādin), المؤسسة العربية للدراسات والنشر, 2020, roman, 512 p.  (ISBN 9786144861462)

### Recueils de poèmes
Salim Barakat est l'auteur de plus d'une douzaine de recueils de poèmes.
- Diwân, (1992, الديوان)
- Œuvres poétiques, (2007, الأعمال الشعرية)
- La Traduction du basalte, (2009, ترجمة البازلت)
- Le Flot, (2011, السيل)

### Essais et articles
- Pharmacie, (1999, الأقرباذين)

### Autres publications
- « Kurds on the Firing Ranges », article dans AUTODAFE (périodique du Parlement international des écrivains) no 1 (février 2001), p. 43-52.